# Warner Bros. Discovery
Warner Bros. Discovery, Inc. (WBD) is een Amerikaans multinationaal massamedia- en entertainmentconglomeraat met hoofdkantoor in New York. Het bedrijf werd gevormd na de spin-off van WarnerMedia door AT&T en de fusie met Discovery, Inc. op 8 april 2022. Op 9 juni 2025 maakte het bedrijf een opsplitsing van de activiteiten bekend.

## Activiteiten
De activiteiten zijn verdeeld over negen business units.
1. Warner Bros. Entertainment bestaande uit DC Studios, Warner Bros. Theatre Ventures, Warner Bros. Discovery Home Entertainment, Turner Entertainment, The Wolper Organization, WaterTower Music en Warner Bros. Studio Operations. 
 – Warner Bros. Motion Picture Group bestaat uit de filmische entertainment- en theaterentertainmentbedrijven van WBD, waaronder Warner Bros. Pictures, New Line Cinema, Warner Bros. Pictures Animation en Castle Rock Entertainment. 
 – Warner Bros. Television Group bestaat uit een binnenlands en internationaal netwerk van televisieproductiebedrijven, waaronder Warner Bros. Television, Telepictures, Alloy Entertainment, Warner Bros. Animation, Cartoon Network Studios, Williams Street en Warner Horizon Unscripted Television. Daarnaast heeft het 12,5 procent van The CW in handen.
2. Warner Bros. Discovery Networks bezit en/of exploiteert de meeste lineaire kabelnetwerken van het bedrijf in de Verenigde Staten, waaronder Discovery Channel, TLC, Animal Planet, Investigation Discovery, Food Network, Cooking Channel, HGTV, TNT, TruTV, Turner Classic Movies, Cartoon Network en Boomerang.
3. Warner Bros. Discovery International richt zich op lokale en regionale variaties die via operaties voor zijn binnenlandse televisiekanalen met de wereldwijde markt verbonden zijn en is verantwoordelijk voor de distributie van lineaire netwerken van CNN Worldwide en Warner Bros. Discovery Sports, waaronder Eurosport.
4. CNN Worldwide exploiteert het CNN-nieuwskanaal en andere wereldwijde nieuwsuitzendingen die eigendom zijn van WBD.
5. Home Box Office, Inc. is het moederbedrijf van de premium televisiediensten HBO en Cinemax. Ook OTT-streamingdienst Max, in Nederland HBO Max, valt binnen deze divisie.
6. TNT Sports is de merknaam die wordt gebruikt voor de sportgerelateerde afdelingen van het bedrijf.
7. Warner Bros. Discovery Global Streaming & Interactive Entertainment beheert de activiteiten van de direct-to-consumer-platforms, online merken en gamingbedrijven van het bedrijf, waaronder Warner Bros. Games.
8. Warner Bros. Discovery Global Experiences beheert Warner Bros.-pretparken en studiotours.
9. DC Entertainment bestaat uit de stripboekenuitgeverij DC Comics en de bijbehorende intellectuele eigendommen.
10. DC Studios houdt toezicht op DC Comics en is de film- en serieproductielocatie van Warner Bros. Discovery voor DC Media in de nieuwe film- en seriefranchise DC Universe.[3]

### Resultaten
WBD behaalde in 2024 een omzet van bijna 40 miljard dollar. Hiervan is een kwart afkomstig uit advertenties en programma's die het heeft gemaakt en de helft bestaat vooral uit inkomsten uit betaal-tv abonnementen. WBD heeft klanten in 220 landen en de programma's worden in vijftig talen uitgezonden. De belangrijkste kosten zijn gerelateerd aan het maken van de programma's. In 2024 werd een last genomen van US$ 9,6 miljard, dit vanwege een bijzondere waardevermindering van de goodwill die het bedrijf had geactiveerd. Sinds de oprichting in april 2022 heeft het bedrijf alleen nog maar verliezen geleden. 
Per 31 december 2024 had het bedrijf voor bijna US$ 40 miljard aan rentedragende schulden op de balans staan.
| Jaar | Omzet           | Bedrijfs- resultaat | Netto- resultaat |
| Jaar | (× US$ miljard) | (× US$ miljard)     | (× US$ miljard)  |
| ---- | --------------- | ------------------- | ---------------- |
| 2022 | 33,8            | −7,4                | −7,4             |
| 2023 | 41,3            | −1,5                | −3,1             |
| 2024 | 39,3            | −10,0               | −11,3            |

## Geschiedenis
Het bedrijf werd gevormd na de spin-off van WarnerMedia door AT&T en de fusie met Discovery, Inc. op 8 april 2022.
Op 9 juni 2025, iets meer dan drie jaar na de oprichting, maakte het bedrijf bekend de activiteiten te gaan opsplitsen. Er komen twee beursgenoteerde bedrijven met activiteiten die dicht tegen elkaar aan liggen. Dit zijn:
- Streaming & Studios bestaande uit Warner Bros. Television, Warner Bros. Motion Picture Group, DC Studios, HBO, HBO Max, en de bibliotheek van televisieprogramma's en films. Verder gaan Warner Bros. Games, Tours, Retail en Experiences hier ook onderdeel van uitmaken en eveneens de studio's in Burbank en Leavesden.
- Global Networks zal de sport en nieuws televisiezenders omvatten, zoals CNN, TNT Sports, Discovery, Discovery+ en Bleacher Report (B/R). Met deze diensten bereikt Global Networks ongeveer 1,1 miljard kijkers in 200 landen.

De verwachting is dat de splitsing medio 2026 zal zijn afgerond.